# Sphaerium incomitatum
Sphaerium incomitatum е вид мида от семейство Sphaeriidae. Видът не е застрашен от изчезване.

## Разпространение и местообитание
Разпространен е в Ботсвана, Замбия, Зимбабве, Намибия и Южна Африка.
Обитава пясъчните дъна на сладководни басейни, реки и потоци.